# Auzon (Haute-Loire)
Pour les articles homonymes, voir Auzon.
Auzon est une commune française située dans le département de la Haute-Loire, en région Auvergne-Rhône-Alpes.
Auzon fait partie de l'arrondissement de Brioude et de la deuxième circonscription de la Haute-Loire. L'ancien canton a une superficie de 16,96 km2, son altitude s'étageant entre 400 et 755 mètres ; il est limitrophe du département du Puy-de-Dôme.

## Géographie

### Localisation
La commune d'Auzon se trouve dans le département de la Haute-Loire, en région Auvergne-Rhône-Alpes.
Elle se situe à 70 km par la route du Puy-en-Velay, préfecture du département, à 13 km de Brioude, sous-préfecture, et à 6 km de Sainte-Florine, bureau centralisateur du canton de Sainte-Florine dont dépend la commune depuis 2015 pour les élections départementales.
Les communes les plus proches sont :
Vézézoux (2,4 km), Saint-Jean-Saint-Gervais (2,6 km), Azérat (3,4 km), Brassac-les-Mines (4,2 km), Sainte-Florine (4,5 km), Vergongheon (4,7 km), Jumeaux (5,0 km), Frugerès-les-Mines (5,1 km).
Six communes sont limitrophes d'Auzon, dont deux dans le département limitrophe du Puy-de-Dôme :
| Vézézoux    | Saint-Jean-Saint-Gervais (Puy-de-Dôme) | Saint-Martin-d'Ollières (Puy-de-Dôme) |
|             | Auzon                                  | Saint-Hilaire                         |
| Vergongheon | Azérat                                 |                                       |

Construite à environ 11 km de Brioude, la cité médiévale est située sur un piton rocheux dans une vallée encerclée de montagnes aux accès difficiles. Elle s’élève à plus de 50 mètres au-dessus du niveau du fleuve et domine secrètement la plaine de la Petite Limagne dans le bassin minier du Brivadois. Sur ce rocher, l'ancienne forteresse est le verrou de l'une des portes du Livradois-Forez, un accès menant sur les anciens carrefours routiers des plateaux de Saint-Germain-l'Herm et de la Chaise-Dieu. Auzon est la seule commune du parc naturel régional donnant un débouché sur l'Allier.

### Géologie et relief
La superficie de la commune est de 1 696 hectares ; l'altitude varie entre 400 et 755 mètres, 460 mètres à la mairie.

### Hydrographie
L'Auzon, rivière de la Haute-Loire et du Puy-de-Dôme, traverse le territoire de la commune.

### Climat
Pour des articles plus généraux, voir Climat d'Auvergne-Rhône-Alpes et Climat de la Haute-Loire.
En 2010, le climat de la commune est de type climat océanique dégradé des plaines du Centre et du Nord, selon une étude du Centre national de la recherche scientifique s'appuyant sur une série de données couvrant la période 1971-2000. En 2020, Météo-France publie une typologie des climats de la France métropolitaine dans laquelle la commune est exposée à un climat de montagne ou de marges de montagne et est dans la région climatique Nord-est du Massif Central, caractérisée par une pluviométrie annuelle de 800 à 1 200 mm, bien répartie dans l’année.
Pour la période 1971-2000, la température annuelle moyenne est de 11 °C, avec une amplitude thermique annuelle de 16,6 °C. Le cumul annuel moyen de précipitations est de 743 mm, avec 8,4 jours de précipitations en janvier et 6,4 jours en juillet. Pour la période 1991-2020, la température moyenne annuelle observée sur la station météorologique de Météo-France la plus proche, « Fontannes », sur la commune de Fontannes à 12 km à vol d'oiseau, est de 11,4 °C et le cumul annuel moyen de précipitations est de 611,9 mm,. Pour l'avenir, les paramètres climatiques de la commune estimés pour 2050 selon différents scénarios d'émission de gaz à effet de serre sont consultables sur un site dédié publié par Météo-France en novembre 2022.

### Voies de communication et transports
Route de Lamothe.

## Urbanisme

### Typologie
Au 1er janvier 2024, Auzon est catégorisée commune rurale à habitat dispersé, selon la nouvelle grille communale de densité à sept niveaux définie par l'Insee en 2022.
Elle est située hors unité urbaine. Par ailleurs la commune fait partie de l'aire d'attraction de Brioude, dont elle est une commune de la couronne,. Cette aire, qui regroupe 39 communes, est catégorisée dans les aires de moins de 50 000 habitants,.

### Occupation des sols
L'occupation des sols de la commune, telle qu'elle ressort de la base de données européenne d’occupation biophysique des sols Corine Land Cover (CLC), est marquée par l'importance des forêts et milieux semi-naturels (58,6 % en 2018), une proportion sensiblement équivalente à celle de 1990 (58,7 %). La répartition détaillée en 2018 est la suivante :
forêts (54,1 %), prairies (27 %), terres arables (7 %), milieux à végétation arbustive et/ou herbacée (4,5 %), zones agricoles hétérogènes (3,7 %), zones urbanisées (3,6 %). L'évolution de l’occupation des sols de la commune et de ses infrastructures peut être observée sur les différentes représentations cartographiques du territoire : la carte de Cassini (XVIIIe siècle), la carte d'état-major (1820-1866) et les cartes ou photos aériennes de l'IGN pour la période actuelle (1950 à aujourd'hui).

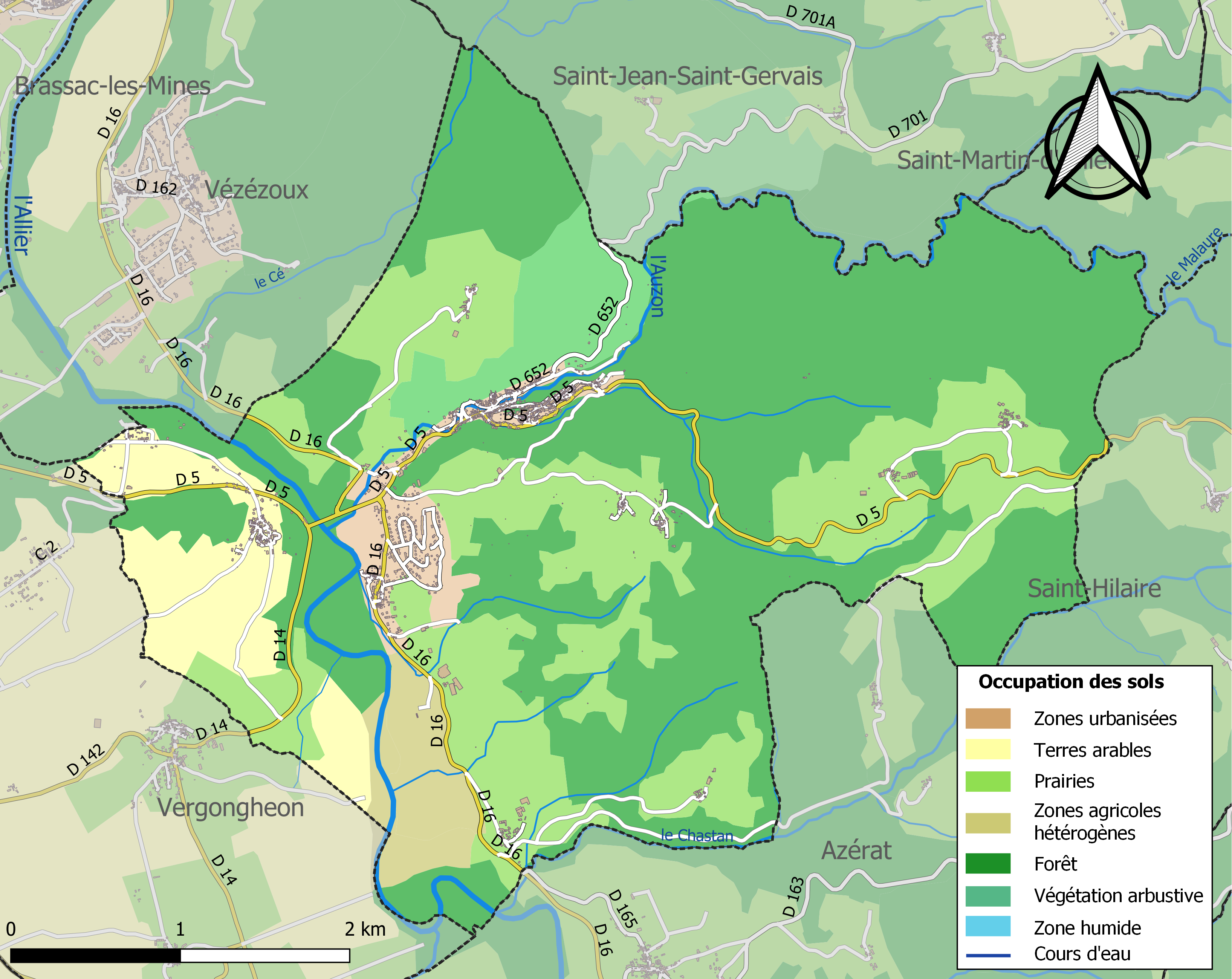
Carte des infrastructures et de l'occupation des sols de la commune en 2018 (CLC).
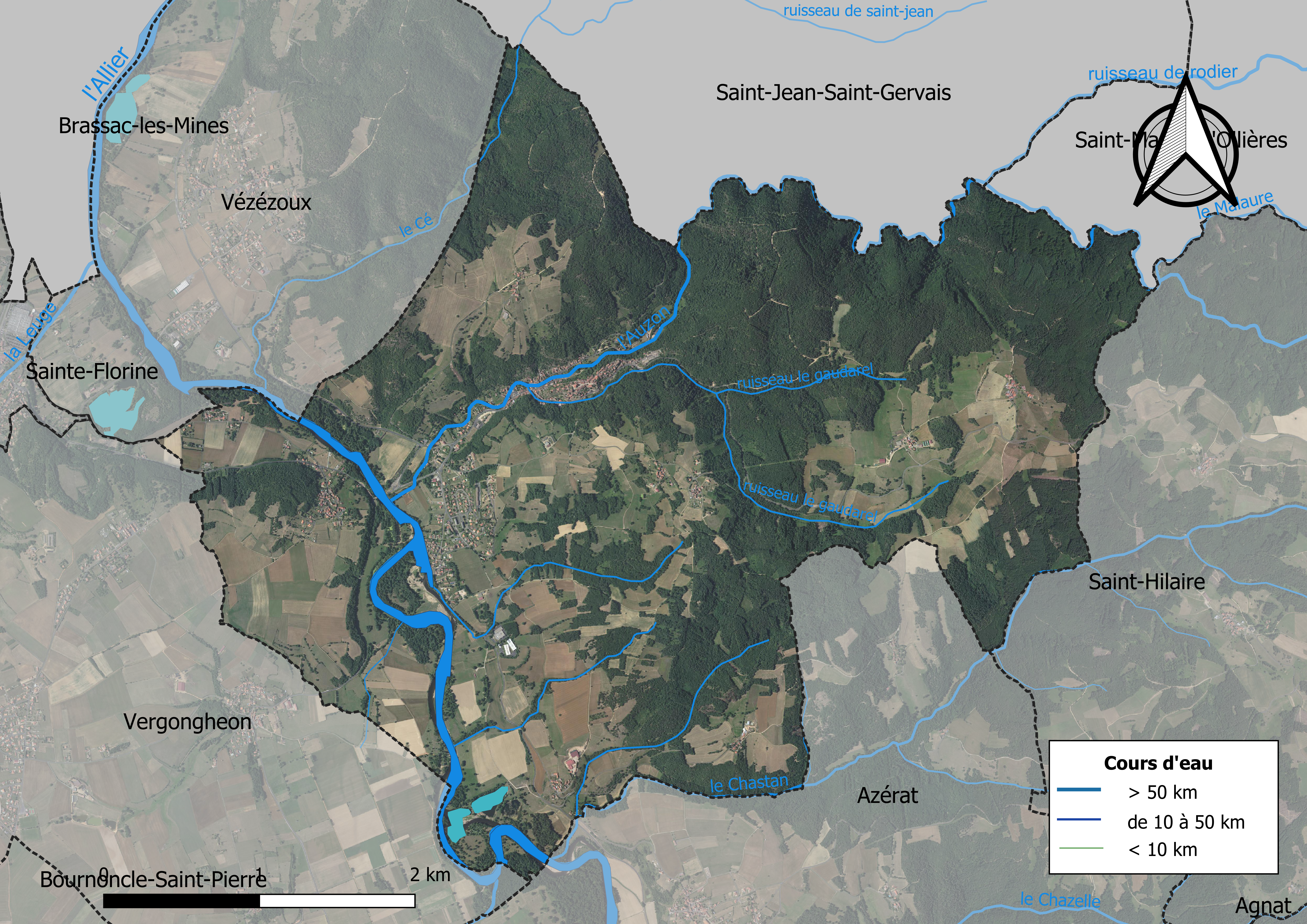
Carte orthophotographique de la commune.

### Voies et places
| 60 odonymes recensés à Auzon au 5 octobre 2014 | 60 odonymes recensés à Auzon au 5 octobre 2014 | 60 odonymes recensés à Auzon au 5 octobre 2014 | 60 odonymes recensés à Auzon au 5 octobre 2014 | 60 odonymes recensés à Auzon au 5 octobre 2014 | 60 odonymes recensés à Auzon au 5 octobre 2014 | 60 odonymes recensés à Auzon au 5 octobre 2014 | 60 odonymes recensés à Auzon au 5 octobre 2014 | 60 odonymes recensés à Auzon au 5 octobre 2014 | 60 odonymes recensés à Auzon au 5 octobre 2014 | 60 odonymes recensés à Auzon au 5 octobre 2014 | 60 odonymes recensés à Auzon au 5 octobre 2014 | 60 odonymes recensés à Auzon au 5 octobre 2014 | 60 odonymes recensés à Auzon au 5 octobre 2014 | 60 odonymes recensés à Auzon au 5 octobre 2014 | 60 odonymes recensés à Auzon au 5 octobre 2014 | 60 odonymes recensés à Auzon au 5 octobre 2014 | 60 odonymes recensés à Auzon au 5 octobre 2014 | 60 odonymes recensés à Auzon au 5 octobre 2014 |
| Allée                                          | Ave.                                           | Bld                                            | Chemin                                         | Cité                                           | Imp.                                           | Montée                                         | Pass.                                          | Place                                          | Pont                                           | Quai                                           | Rd-point                                       | Route                                          | Rue                                            | Ruelle                                         | Sentier                                        | Square                                         | Autres                                         | Total                                          |
| ---------------------------------------------- | ---------------------------------------------- | ---------------------------------------------- | ---------------------------------------------- | ---------------------------------------------- | ---------------------------------------------- | ---------------------------------------------- | ---------------------------------------------- | ---------------------------------------------- | ---------------------------------------------- | ---------------------------------------------- | ---------------------------------------------- | ---------------------------------------------- | ---------------------------------------------- | ---------------------------------------------- | ---------------------------------------------- | ---------------------------------------------- | ---------------------------------------------- | ---------------------------------------------- |
| 0                                              | 0                                              | 0                                              | 10                                             | 0                                              | 0                                              | 1                                              | 1                                              | 7                                              | 0                                              | 0                                              | 0                                              | 4                                              | 23                                             | 1                                              | 3                                              | 0                                              | 10                                             | 60                                             |
| Notes « N »                                    | Notes « N »                                    | 1. 2. 3. 4. 5. 6. 7. 8.                        | 1. 2. 3. 4. 5. 6. 7. 8.                        | 1. 2. 3. 4. 5. 6. 7. 8.                        | 1. 2. 3. 4. 5. 6. 7. 8.                        | 1. 2. 3. 4. 5. 6. 7. 8.                        | 1. 2. 3. 4. 5. 6. 7. 8.                        | 1. 2. 3. 4. 5. 6. 7. 8.                        | 1. 2. 3. 4. 5. 6. 7. 8.                        | 1. 2. 3. 4. 5. 6. 7. 8.                        | 1. 2. 3. 4. 5. 6. 7. 8.                        | 1. 2. 3. 4. 5. 6. 7. 8.                        | 1. 2. 3. 4. 5. 6. 7. 8.                        | 1. 2. 3. 4. 5. 6. 7. 8.                        | 1. 2. 3. 4. 5. 6. 7. 8.                        | 1. 2. 3. 4. 5. 6. 7. 8.                        | 1. 2. 3. 4. 5. 6. 7. 8.                        | 1. 2. 3. 4. 5. 6. 7. 8.                        |
| Sources : rue-ville.info & OpenStreetMap       |                                                |                                                |                                                |                                                |                                                |                                                |                                                |                                                |                                                |                                                |                                                |                                                |                                                |                                                |                                                |                                                |                                                |                                                |

### Habitat et logement
En 2018, le nombre total de logements dans la commune était de 680, alors qu'il était de 662 en 2013 et de 642 en 2008.
Parmi ces logements, 66,7 % étaient des résidences principales, 18,3 % des résidences secondaires et 15 % des logements vacants. Ces logements étaient pour 86,1 % d'entre eux des maisons individuelles et pour 13,7 % des appartements.
Le tableau ci-dessous présente la typologie des logements à Auzon en 2018 en comparaison avec celle de la Haute-Loire et de la France entière. Une caractéristique marquante du parc de logements est ainsi une proportion de résidences secondaires et logements occasionnels (18,3 %) supérieure à celle du département (16,1 %) et à celle de la France entière (9,7 %). Concernant le statut d'occupation de ces logements, 76,4 % des habitants de la commune sont propriétaires de leur logement (76,6 % en 2013), contre 70 % pour la Haute-Loire et 57,5 pour la France entière.
| Typologie                                               | Auzon | Haute-Loire | France entière |
| ------------------------------------------------------- | ----- | ----------- | -------------- |
| Résidences principales (en %)                           | 66,7  | 71,5        | 82,1           |
| Résidences secondaires et logements occasionnels (en %) | 18,3  | 16,1        | 9,7            |
| Logements vacants (en %)                                | 15    | 12,4        | 8,2            |

## Toponymie
Anciennes mentions : Castrum Also (XIe siècle), Vicaria de Alson (XIe siècle), Ecclesia S. Laurentii Alsonensis (1117), Archipresbiter de Ozun (XIIe siècle), Castrum d'Alzo, Alsos (1206), Ausonium (1220), Alzonium (1252), Oson (1258), Domus Dei de Auzonio (1293), Ozon (1358), Aulzon (1379), Auzon (1404), Alzon en Auvergne (1412).
Le nom est issu de la racine hydronymique préceltique (ligure) Alz-, devenue Auz-, aussi orthographiée Oz- (Ozon), et désignant le « cours d'eau ». Il y a dans le département voisin de l'Ardèche quatre ruisseaux appelés l'Auzon et quatre également qui s'orthographient Ozon.

## Politique et administration

### Découpage territorial
La commune d'Auzon est membre de la communauté de communes Auzon Communauté, un établissement public de coopération intercommunale (EPCI) à fiscalité propre créé le 21 décembre 2000 dont le siège est à Auzon. Ce dernier est par ailleurs membre d'autres groupements intercommunaux.
Sur le plan administratif, elle est rattachée à l'arrondissement de Brioude, au département de la Haute-Loire, en tant que circonscription administrative de l'État, et à la région Auvergne-Rhône-Alpes.
Sur le plan électoral, elle dépend du canton de Sainte-Florine pour l'élection des conseillers départementaux, depuis le redécoupage cantonal de 2014 entré en vigueur en 2015, et de la deuxième circonscription de la Haute-Loire pour les élections législatives, depuis le redécoupage électoral de 1986.

### Élections municipales et communautaires

#### Élections de 2020
Le conseil municipal d'Auzon, commune de moins de 1 000 habitants, est élu au scrutin majoritaire plurinominal à deux tours avec candidatures isolées ou groupées et possibilité de panachage. Compte tenu de la population communale, le nombre de sièges à pourvoir lors des élections municipales de 2020 est de 15. La totalité des quinze candidats en lice est élue dès le premier tour, le 15 mars 2020, avec un taux de participation de 54,79 %.
Jean-Louis Legros, maire sortant, est réélu pour un nouveau mandat le 24 mai 2020.
Dans les communes de moins de 1 000 habitants, les conseillers communautaires sont désignés parmi les conseillers municipaux élus en suivant l’ordre du tableau (maire, adjoints puis conseillers municipaux) et dans la limite du nombre de sièges attribués à la commune au sein du conseil communautaire. Trois sièges sont attribués à la commune au sein de la communauté de communes Auzon Communauté.

#### Liste des maires
| Période                                  | Période                    | Identité          | Étiquette | Qualité                                               |
| ---------------------------------------- | -------------------------- | ----------------- | --------- | ----------------------------------------------------- |
| Les données manquantes sont à compléter. |                            |                   |           |                                                       |
| maire en 1968                            | ?                          | Georges Courteaux | UDR       | Commandant en retraite, ancien de la Division Leclerc |
| 1995                                     | 2014                       | Henri Doniol      |           |                                                       |
| avril 2014                               | En cours (au 26 août 2014) | Jean-Louis Legros | DVD       |                                                       |

### Élections nationales
| Scrutin             | Scrutin             | 1er tour | 1er tour | 1er tour | 1er tour | 1er tour    | 1er tour | 1er tour | 1er tour | 1er tour | 1er tour | 1er tour | 1er tour | 2d tour | 2d tour | 2d tour | 2d tour | 2d tour | 2d tour |
| Scrutin             | Scrutin             | 1er      | 1er      | %        | 2e       | 2e          | %        | 3e       | 3e       | %        | 4e       | 4e       | %        | 1er     | 1er     | %       | 2e      | 2e      | %       |
| ------------------- | ------------------- | -------- | -------- | -------- | -------- | ----------- | -------- | -------- | -------- | -------- | -------- | -------- | -------- | ------- | ------- | ------- | ------- | ------- | ------- |
| Présidentielle 2017 | Présidentielle 2017 |          | RN       | 27,54    |          | LFI         | 25,91    |          | EM       | 21,74    |          | LR       | 8,33     |         | EM      | 56,13   |         | RN      | 43,87   |
| Présidentielle 2022 | Présidentielle 2022 |          | RN       | 36,11    |          | LFI         | 21,17    |          | EM       | 17,77    |          | RES      | 6,05     |         | RN      | 62,70   |         | EM      | 37,30   |
| Législatives 2022   | 2e                  |          | LR       | 49,10    |          | LFI (NUPES) | 19,16    |          | RN       | 18,56    |          | PR (ENS) | 5,39     |         | LR      | 68,07   |         | LFI     | 31,93   |
| Législatives 2024   | 2e                  |          | RN       | 41,78    |          | LR          | 36,71    |          | PS (NFP) | 14,00    |          | RE (ENS) | 6,09     |         | LR      | 56,71   |         | RN      | 43,29   |

### Instances judiciaires et administratives
Auzon relève du tribunal d'instance du Puy-en-Velay, du tribunal de grande instance du Puy-en-Velay, de la cour d'appel de Riom, du tribunal pour enfants du Puy-en-Velay, du conseil de prud'hommes du Puy-en-Velay, du tribunal de commerce du Puy-en-Velay, du tribunal administratif de Clermont-Ferrand et de la cour administrative d'appel de Lyon.

### Politique environnementale
Les communes d'Agnat, Auzon, Champagnac-le-Vieux, Chassignolles et Saint-Vert adhèrent au parc naturel régional Livradois-Forez.
Natura 2000, en prenant compte les spécificités locales, a également l’ambition de concilier les activités humaines et les engagements pour la biodiversité en faisant appel aux principes d’un développement durable, fondés sur une synergie entre l’environnement, le social et l’économie.

### Jumelages
Au 24 juillet 2013, Auzon n'est jumelée avec aucune commune.

## Population et société

### Démographie

#### Évolution démographique
L'évolution du nombre d'habitants est connue à travers les recensements de la population effectués dans la commune depuis 1793. Pour les communes de moins de 10 000 habitants, une enquête de recensement portant sur toute la population est réalisée tous les cinq ans, les populations de référence des années intermédiaires étant quant à elles estimées par interpolation ou extrapolation. Pour la commune, le premier recensement exhaustif entrant dans le cadre du nouveau dispositif a été réalisé en 2007.

En 2022, la commune comptait 874 habitants, en évolution de −1,58 % par rapport à 2016 (Haute-Loire : +0,36 %, France hors Mayotte : +2,11 %).
| 1793  | 1800  | 1806  | 1821  | 1831  | 1836  | 1841  | 1846  | 1851  |
| ----- | ----- | ----- | ----- | ----- | ----- | ----- | ----- | ----- |
| 1 066 | 1 256 | 1 197 | 1 194 | 1 238 | 1 415 | 1 465 | 1 440 | 1 407 |

| 1856  | 1861  | 1866  | 1872  | 1876  | 1881  | 1886  | 1891  | 1896  |
| ----- | ----- | ----- | ----- | ----- | ----- | ----- | ----- | ----- |
| 1 397 | 1 404 | 1 510 | 1 494 | 1 546 | 1 530 | 1 677 | 1 572 | 1 606 |

| 1901  | 1906  | 1911  | 1921  | 1926  | 1931  | 1936  | 1946  | 1954  |
| ----- | ----- | ----- | ----- | ----- | ----- | ----- | ----- | ----- |
| 1 558 | 1 528 | 1 418 | 1 274 | 1 244 | 1 219 | 1 167 | 1 138 | 1 115 |

| 1962  | 1968  | 1975  | 1982  | 1990 | 1999 | 2006 | 2007 | 2012 |
| ----- | ----- | ----- | ----- | ---- | ---- | ---- | ---- | ---- |
| 1 072 | 1 007 | 1 071 | 1 047 | 920  | 817  | 904  | 916  | 886  |

| 2017 | 2022 | - | - | - | - | - | - | - |
| ---- | ---- | - | - | - | - | - | - | - |
| 896  | 874  | - | - | - | - | - | - | - |

#### Pyramide des âges
La population de la commune est relativement âgée.
En 2018, le taux de personnes d'un âge inférieur à 30 ans s'élève à 27,3 %, soit en dessous de la moyenne départementale (31 %). À l'inverse, le taux de personnes d'âge supérieur à 60 ans est de 34 % la même année, alors qu'il est de 31,1 % au niveau départemental.
En 2018, la commune comptait 453 hommes pour 444 femmes, soit un taux de 50,5 % d'hommes, légèrement supérieur au taux départemental (49,13 %).
Les pyramides des âges de la commune et du département s'établissent comme suit.
| Hommes | Classe d’âge | Femmes |
| ------ | ------------ | ------ |
| 1,1    | 90 ou +      | 0,7    |
| 9,1    | 75-89 ans    | 12,4   |
| 21,5   | 60-74 ans    | 23,2   |
| 22,8   | 45-59 ans    | 21,9   |
| 18,1   | 30-44 ans    | 14,6   |
| 14,2   | 15-29 ans    | 12,2   |
| 13,2   | 0-14 ans     | 15,0   |

| Hommes | Classe d’âge | Femmes |
| ------ | ------------ | ------ |
| 0,9    | 90 ou +      | 2,5    |
| 8,4    | 75-89 ans    | 11,7   |
| 20,4   | 60-74 ans    | 20,5   |
| 21,3   | 45-59 ans    | 20,3   |
| 16,8   | 30-44 ans    | 16,3   |
| 15,2   | 15-29 ans    | 13,2   |
| 17     | 0-14 ans     | 15,6   |

### Enseignement
Auzon est située dans l'académie de Clermont-Ferrand.
La commune administre une école maternelle et élémentaire de 66 élèves (2012-2013).

### Vie associative
- L'Espérance auzonnaise (batterie fanfare).
- Vivre à Auzon.
- Athlétique Club Auzon, club de football (masculin et féminin).
- Syndicat d'Initiatives du pays d'Auzon, place de la Barreyre.
- Écomusée du pays d’Auzon.
- Musée de la Vespa.

## Économie

### Revenus
En 2018, la commune compte 437 ménages fiscaux, regroupant 870 personnes. La médiane du revenu disponible par unité de consommation est de 20 120 € (20 800 € dans le département).

### Emploi
| Division       | 2008  | 2013  | 2018   |
| -------------- | ----- | ----- | ------ |
| Commune        | 5,9 % | 7,8 % | 11,1 % |
| Département    | 6,3 % | 7,7 % | 7,7 %  |
| France entière | 8,3 % | 10 %  | 10 %   |

En 2018, la population âgée de 15 à 64 ans s'élève à 543 personnes, parmi lesquelles on compte 74,9 % d'actifs (63,8 % ayant un emploi et 11,1 % de chômeurs) et 25,1 % d'inactifs,. En 2018, le taux de chômage communal (au sens du recensement) des 15-64 ans est supérieur à celui du département et de la France, alors qu'en 2008 la situation était inverse.
La commune fait partie de la couronne de l'aire d'attraction de Brioude, du fait qu'au moins 15 % des actifs travaillent dans le pôle,. Elle compte 154 emplois en 2018, contre 161 en 2013 et 200 en 2008. Le nombre d'actifs ayant un emploi résidant dans la commune est de 348, soit un indicateur de concentration d'emploi de 44,1 % et un taux d'activité parmi les 15 ans ou plus de 53 %.
Sur ces 348 actifs de 15 ans ou plus ayant un emploi, 61 travaillent dans la commune, soit 18 % des habitants. Pour se rendre au travail, 86,8 % des habitants utilisent un véhicule personnel ou de fonction à quatre roues, 3,2 % les transports en commun, 3,4 % s'y rendent en deux-roues, à vélo ou à pied et 6,6 % n'ont pas besoin de transport (travail au domicile).

### Activités hors agriculture
35 établissements sont implantés à Auzon au 31 décembre 2019. Le tableau ci-dessous en détaille le nombre par secteur d'activité et compare les ratios avec ceux du département,.
| Secteur d'activité                                                                                        | Commune | Commune | Département |
| Secteur d'activité                                                                                        | Nombre  | %       | %           |
| --- | ------- | ------- | ----------- |
| Ensemble                                                                                                  | 35      |         |             |
| Industrie manufacturière, industries extractives et autres                                                | 7       | 20 %    | (14,2 %)    |
| Construction                                                                                              | 3       | 8,6 %   | (13,9 %)    |
| Commerce de gros et de détail, transports, hébergement et restauration                                    | 10      | 28,6 %  | (28,8 %)    |
| Activités immobilières                                                                                    | 2       | 5,7 %   | (3,9 %)     |
| Activités spécialisées, scientifiques et techniques et activités de services administratifs et de soutien | 5       | 14,3 %  | (11,6 %)    |
| Administration publique, enseignement, santé humaine et action sociale                                    | 6       | 17,1 %  | (13,3 %)    |
| Autres activités de services                                                                              | 2       | 5,7 %   | (8 %)       |

Le secteur du commerce de gros et de détail, des transports, de l'hébergement et de la restauration est prépondérant sur la commune puisqu'il représente 28,6 % du nombre total d'établissements de la commune (10 sur les 35 entreprises implantées à Auzon), contre 28,8 % au niveau départemental.

### Agriculture
La commune fait partie de la petite région agricole dénommée « Brivadois ». En 2010, l'orientation technico-économique de l'agriculture sur la commune est la production de bovins, orientation élevage et viande.
|                                   | 1988 | 2000 | 2010 |
| --------------------------------- | ---- | ---- | ---- |
| Exploitations                     | 17   | 11   | 13   |
| Superficie agricole utilisée (ha) | 537  | 564  | 710  |

Le nombre d'exploitations agricoles en activité et ayant leur siège dans la commune est passé de 17 en 1988 à 11 en 2000 puis à 13 en 2010, soit une baisse de 24 % en 22 ans. Le même mouvement est observé à l'échelle du département qui a perdu pendant cette période 43 % de ses exploitations. La surface agricole utilisée sur la commune a quant à elle augmenté, passant de 537 ha en 1988 à 710 ha en 2010. Parallèlement la surface agricole utilisée moyenne par exploitation a augmenté, passant de 32 à 55 ha.

## Culture locale et patrimoine

### Musées
- Écomusée du Pays d'Auzon
- Musée des Vespa

### Lieux et monuments
Auzon compte cinq lieux et monuments remarquables :
- un monument classé à l'inventaire des monuments historiques : l'église Saint-Laurent[45] ;
- trois monuments inscrits à l'inventaire des monuments historiques : la porte du Brugelet[46], le château et ses fortifications[47] et les halles[48] ;
- et un lieu répertorié à l'inventaire général du patrimoine culturel : le jardin du château[49].

#### L'église Saint-Laurent

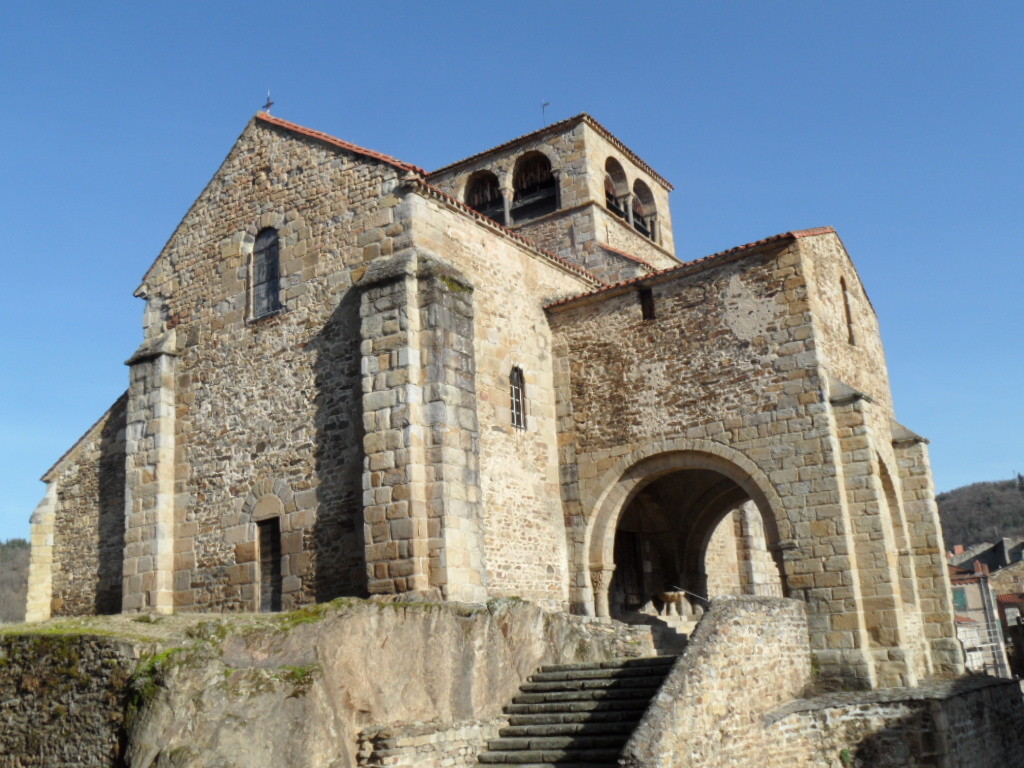
L'église Saint-Laurent d'Auzon.

L'église Saint-Laurent d'Auzon est une ancienne collégiale bénédictine d'architecture romane d'influence languedocienne construite à l'apogée de l'art roman auvergnat. Elle possède, comme la basilique Saint-Julien de Brioude, un porche sud que l'on appelle ganivelle dans l'architecture romane auvergnate.
Elle fait l'objet d'un classement au titre des monuments historiques depuis le 11 août 1906.

#### Le château et ses fortifications

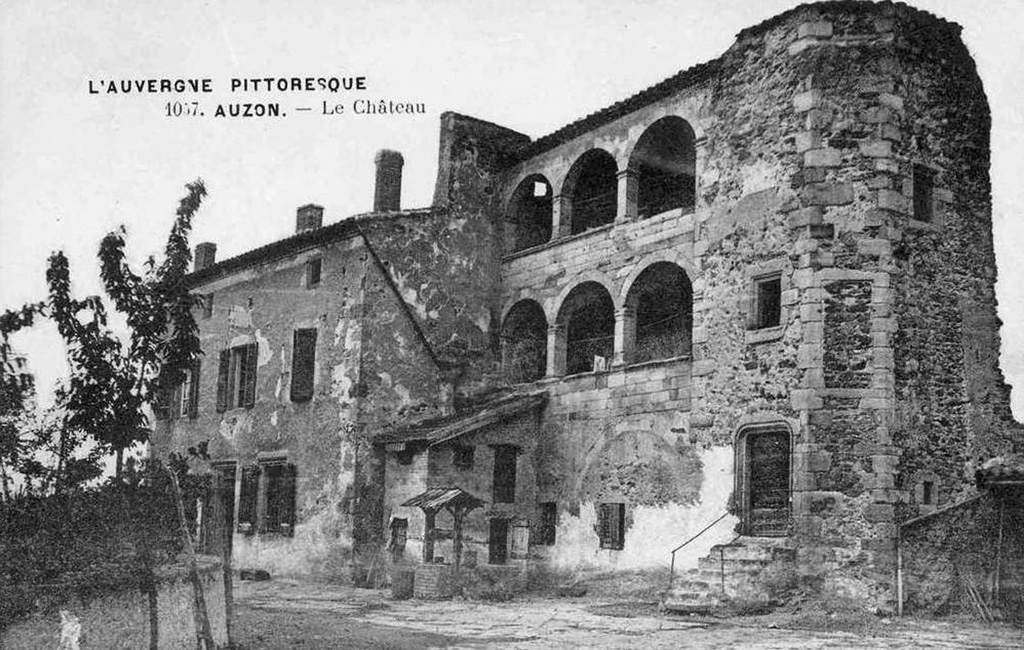
Vestiges du château d'Auzon en 1900 : logis à galeries et tour à escalier à vis (XVIe siècle).

Bernard d'Auzon, mentionné en 1078, est le premier seigneur d'Auzon connu. La famille seigneuriale d'Auzon est donc ancienne et notable ; la branche titulaire de la seigneurie se fond dans la maison de Montmorin (puis dans la ligne cadette de Montmorin-St-Hérem) quand l'héritière Bompare, fille du sire Bompar (III) d'Auzon, dame d'Auzon et de Rilhac, épouse dans la 2e moitié du XIIIe siècle Hugues V de Montmorin.
Au XVIe siècle, leur lointain descendant François de Montmorin-Saint-Hérem de Bothéon], héritier principal d'Auzon et père de Gaspard, acquiert entièrement la seigneurie d'Auzon vers 1537. Puis Françoise de Montmorin-St-Hérem, fille de Gaspard et petite-fille de François, la porte dans la Maison de Polignac par son mariage avec Louis-Armand XVII de Polignac-Chalencon (1556-† en février 1584).
Le 22 septembre 1589, durant les guerres de religion, les Ligueurs de Monsieur de Randan (Jean-Louis de La Rochefoucauld, comte de Randan) prennent le château.
Le château est en partie démoli au XVIIe siècle, puis vendu comme bien national à la Révolution et presque entièrement détruit. Comme beaucoup d'anciens châteaux de défense militaire, le château d'Auzon fit l'objet de nombreux réaménagements au cours des siècles. Il en résulte un site complexe, témoin de l'enchevêtrement des styles architecturaux correspondant aux différentes campagnes de construction ou d'aménagement.

### Patrimoine naturel
Certains espaces naturels de la commune sont en partie protégés car classés à l'inventaire des zones naturelles d'intérêt écologique, faunistique et floristique (ZNIEFF de type 1 et 2).
La zone se situe dans les monts du Livradois à l'est de Brassac-les-Mines, elle est à cheval sur le Puy-de-Dôme et la Haute-Loire.
Les milieux de forêts, de ravin et de pente, de rochers, et de falaises constituent 3 habitats déterminants. La limite englobe les cours d'eau de l'Auzon, de l'Estentole et leurs multiples petits affluents, et les versants de leurs vallées.
Les vallée de Saint-Jean-Saint-Gervais et celles du ruisseau d'Auzon sont des espaces homogènes d’un point de vue écologique, qui abritent des espèces et des habitats rares ou menacés. L’intérêt est aussi bien local que régional, national ou communautaire. Ce sont des espaces d'un grand intérêt fonctionnel pour le fonctionnement écologique local.
Sont présents :
- Écrevisse à pattes blanches, Azuré des orpins, Tristan, Vulcain, [...], Loutre d'Europe, Hibou grand-duc, Milan noir, Bondrée apivore, Pic épeiche, Alouette des champs, Tourterelle des bois, Saxicola torquatus, Pic noir, [...], Natrix maura, Vipère aspic, Alnus glutinosa, Asplenium foreziense, Genêt poilu, Lierre terrestre, Jacobaea adonidifolia, [...], Centaurea maculosa, Euphorbe des bois, Euphorbia dulcis, Asperula cynanchica, [...], Barbastella barbastellus, Rhinolophus hipposideros, [...][54].

L'avifaune s'illustre avec 2 espèces inscrites sur la liste rouge régionale.
La ZNIEFF possède donc un intérêt patrimonial certain.
ZNIEFF essentiellement forestière, composée de chênaies sessiliflores (acidiclines, neutroclines et thermophiles), pinèdes et autres plantations résineuses. Les berges du ruisseau d'Auzon sont occupées par une chênaie-frênaie en bon état de conservation.

#### Les Polignac

Blason de Polignac.

- En 1557, la seigneurie passe dans la Maison de Polignac (par le mariage de Louis-Armand XVIII (1556-† en février 1584), avec Françoise, fille de Gaspard de Montmorin-St-Hérem, sgr. d'Auzon, et de Louise d'Urfé, dame de Paulhac et de Balzac ; puis succession à leur fils cadet François de Polignac, marquis de Chalencon).
- En 1589, la présence des troupes royales est évoquée. Elles sont équipées entre autres de soixante cuirasses et de deux cent cinquante arquebuses[55].
- La famille de polignac fonde le Monastère Notre-Dame-de-Bourbon d'Auzon en 1642.
- 1647, Fondation de l'église Saint-Joseph d'Auzon.

En 1718, Sidoine-Apollinaire-Gaspard-Scipion Armand XXI, vicomte et marquis de Polignac (né v. 1660-† le 4 avril 1739), abandonne l'ensemble des terres et la seigneurie à ses créanciers.

### Personnalités liées à la commune
- Claude Fournier-L'Héritier (1745-1825), personnalité de la Révolution française, né à Auzon.
- Henri Doniol (1818-1906), historien et préfet, dont la branche paternelle est issue de l'une des familles notables d'Auzon[56].
- Chantal Lauby (1957), humoriste et comédienne, a passé une partie de son enfance à Auzon.